# Dorota Krzyżanowska
Dorota Krzyżanowska (ur. 1959 w Łodzi) – polska malarka.

## Życiorys
Córka malarki Stefanii Krzyżanowskiej. Uczennica prof. Kazimierza Ostrowskiego, absolwentka Akademii Sztuk Pięknych w Gdańsku (1985). Jej prace znajdują się w galeriach i prywatnych zbiorach w Polsce, Niemczech, Francji, USA, Korei Południowej (m.in. klasztor buddyjski Hwa Gye Sah w Seulu, Sin Won Sah i Mu Sang Sah z Góry Kyeriong), Singapurze, Hongkongu, Szwecji, Kanadzie, W. Brytanii i wielu innych krajach. Uprawia malarstwo sztalugowe, malarstwo w technikach wodnych, rysunek oraz techniki własne, w tym nowatorskie techniki cyfrowe. Zajmuje się też multimediami i fotografią. Współpracuje z wydawnictwami (m.in. Wydawnictwem Omer) jako projektantka oprawy graficznej serii wydawniczych. W 2001 roku opracowała nową koncepcję synergicznego (współtworzącego) i kompleksowego wyposażania wnętrz w malarstwo i grafikę. We współpracy z matką Stefanią, mgr sztuki Waldemarem Bartnickim i Jackiem Sobocińskim (literatem i fotografikiem) powołała Grupę Twórczą Studio Koan ® Zintegrowane Rozwiązania Artystyczne, które kilka lat później zmieniło nazwę na Galerię KKB, a ostatecznie na Galerię 108.

## Wystawy indywidualne (lista niepełna)
- 1979 - "Duch DO" klub studencki Żak, Gdańsk
- 1981 - USA, Providence Zen Center, Zen in Art
- 1998 - Korea Południowa, Seul, Indywidualna
- 1999 - USA, Cambridge Zen Center, East meets West Art
- 2000 - USA, Los Angeles, Dharma Zen Center
- 2009 - Galeria Café del Arte / Krzywy Domek
- 2000 - trzy wystawy w autorskiej Galerii Studio Koan
- 2002 - trzy wystawy w autorskiej Galerii Studio Koan
- 2004 - dwie wystawy w autorskiej Galerii Studio Koan
- 2006 - trzy wystawy w autorskiej Galerii KKB 3
- 2009 - wystawa w autorskiej Galerii 108
- 2010 - wystawa w autorskiej Galerii 108
- 2012 - wystawa w autorskiej Galerii 108